# Saint-Julien-Labrousse
Saint-Julien-Labrousse ist eine Ortschaft und eine ehemalige französische Gemeinde mit 330 Einwohnern (Stand: 1. Januar 2022) im Département Ardèche in der Region Auvergne-Rhône-Alpes. Sie gehörte zum Arrondissement Tournon-sur-Rhône und zum Kanton Haut-Eyrieux. Die Bewohner nennen sich Labroussois oder Labroussoises.
Mit Wirkung vom 1. Januar 2019 wurden die ehemaligen Gemeinden Nonières und Saint-Julien-Labrousse zur Commune nouvelle Belsentes zusammengeschlossen, in der die früheren Gemeinden den Status einer Commune déléguée haben. Der Verwaltungssitz befindet sich im Ort Nonières.

## Lage
Nachbarorte sind Saint-Cierge-sous-le-Cheylard und Nonières im Nordwesten, Saint-Prix im Norden, Saint-Basile im Nordosten, Châteauneuf-de-Vernoux und Saint-Apollinaire-de-Rias im Osten, Saint-Jean-Chambre im Südosten, Beauvène im Süden, Saint-Michel-d’Aurance, Saint-Barthélemy-le-Meil und Le Cheylard im Südwesten und Jaunac im Westen.

## Bevölkerungsentwicklung
| Jahr      | 1962 | 1968 | 1975 | 1982 | 1990 | 1999 | 2008 | 2014 |
| --------- | ---- | ---- | ---- | ---- | ---- | ---- | ---- | ---- |
| Einwohner | 571  | 515  | 425  | 355  | 336  | 318  | 336  | 344  |